# 1794 w literaturze
Wydarzenia literackie w 1794 roku.

## Nowe książki
- William Godwin – The Adventures of Caleb Williams
- Xavier de Maistre – Podróż dookoła pokoju
- Ann Radcliffe – Tajemnice zamku Udolpho
- Thomas Spence – A Description of Spensonia

## Nowe dramaty
- Samuel Taylor Coleridge i Robert Southey – Upadek Robespierre'a
- François Raynouard – Katon Utyceński

## Nowe poezje
- William Blake – Pieśni doświadczenia

## Nowe prace naukowe
- Erasmus Darwin – Zoonomia
- Johann Gottlieb Fichte – Teoria Wiedzy
- Edward Gibbon – Memoirs of My Life and Writings
- Thomas Paine – Wiek rozumu
- William Paley – View of the Evidences of Christianity

## Urodzili się
- 21 marca – Poul Martin Møller, duński poeta (zm. 1838)
- 28 kwietnia – Miklós Jósika, siedmiogrodzki pisarz (zm. 1865)
- 24 maja – William Whewell, angielski filozof i logik (zm. 1866)
- 7 czerwca – Piotr Czaadajew, rosyjski filozof i publicysta (zm. 1856)
- 21 czerwca – Abbasqulu Bakıxanov, azerski pisarz (zm. 1847)
- 5 lipca – Mauritz Hansen, norweski pisarz (zm. 1842)
- 10 lipca – Mary Hutton, angielska poetka (zm. 1859)
- 14 sierpnia – Michał Baliński, polski pisarz i publicysta (zm. 1864)
- 27 września – Michał Wiszniewski, polski filozof i historyk literatury (zm. 1865)
- 29 września – Ignacy Chodźko, polski powieściopisarz (zm. 1861)
- 7 października – Wilhelm Müller, niemiecki poeta (zm. 1827)
- 8 października – Caroline Howard Gilman, amerykańska poetka (zm. 1888)
- 19 października – Charles Robert Leslie, angielski pisarz (zm. 1859)
- 3 listopada – William Cullen Bryant, amerykański poeta i publicysta (zm. 1878)
- data nieznana
  - Umihana Čuvidina, bośniacka poetka (zm. ok. 1870)
  - Oliver Goldsmith, kanadyjski poeta (zm. 1861)
  - Mikołaj Jełowicki, polski pisarz i dziennikarz (zm. 1867)
  - Emma Roberts, angielska pisarka i poetka (zm. 1840)
  - Mirzə Şəfi Vazeh, azerski poeta (zm. 1852)
  - Anna Maria Wells, amerykańska prozaiczka i poetka (zm. 1868)

## Zmarli
- 16 stycznia – Edward Gibbon, angielski historyk (ur. 1737)
- 24 marca
  - Jacques-René Hébert, francuski dziennikarz (ur. 1757)
  - Anacharsis Cloots, pruski pisarz polityczny (ur. 1755)
- 29 marca – Nicolas de Condorcet, francuski filozof (ur. 1743)
- 5 kwietnia – Philippe Fabre d’Églantine, francuski dramaturg (ur. 1750)
- 13 kwietnia – Sébastien–Roch Nicolas de Chamfort, francuski literat i aforysta (ur. 1741)
- 27 kwietnia – William Jones, angielski filolog i językoznawca (ur. 1746)
- 8 czerwca – Gottfried August Bürger, niemiecki poeta (ur. 1747)
- 25 lipca – André Chénier, francuski poeta (ur. 1762)
- 3 października – Iwan Jełagin, rosyjski poeta (ur. 1725)
- listopad – Rudolf Erich Raspe, niemiecki pisarz (ur. 1736)
- 9 listopada – Hryhorij Skoworoda, ukraiński poeta i filozof (ur. 1722)
- 28 listopada – Cesare Beccaria, włoski pisarz polityczny (ur. 1738)